# محمد بن عبد السلام
الشيخ سيدي محمد بن عبد السلام العباسي هو محمد بن عبد السلام بن عبد الرحمان بن علي بن يوسف بن سليمان بن يحي بن موسى بن عيسى بن ادريس الأصغر بن ادريس الأكبر بن عبد الله الكامل بن الحسن المثنى بن الحسن السبط بن علي بن أبي طالب وفاطمة الزهراء.
ولد بزاوية ملايخاف بجنوب شرق المغرب، دخل الكتاب القرآني وحفظ القرآن ثمّ أخذ في تعلم الفنون من عربية وادب والعلوم الشرعية على يد والده الشيخ عبد السلام بن عبد الرحمان كما اخد على كبار علماء مدينته.
دفع هجوم الرحل على الواحات في منطقة الساورة سكان هذه الأخيرة إلى رفع شكوى إلى سلطان المغرب بغرض الحماية غادر المخزن مدينة فاس مرورا ب تافيلالت حيث كان يوجد أحد المرابطين السيد محمد بن عبد السلام الذي رافقه إلى بني عباس أين سحق الرحل.

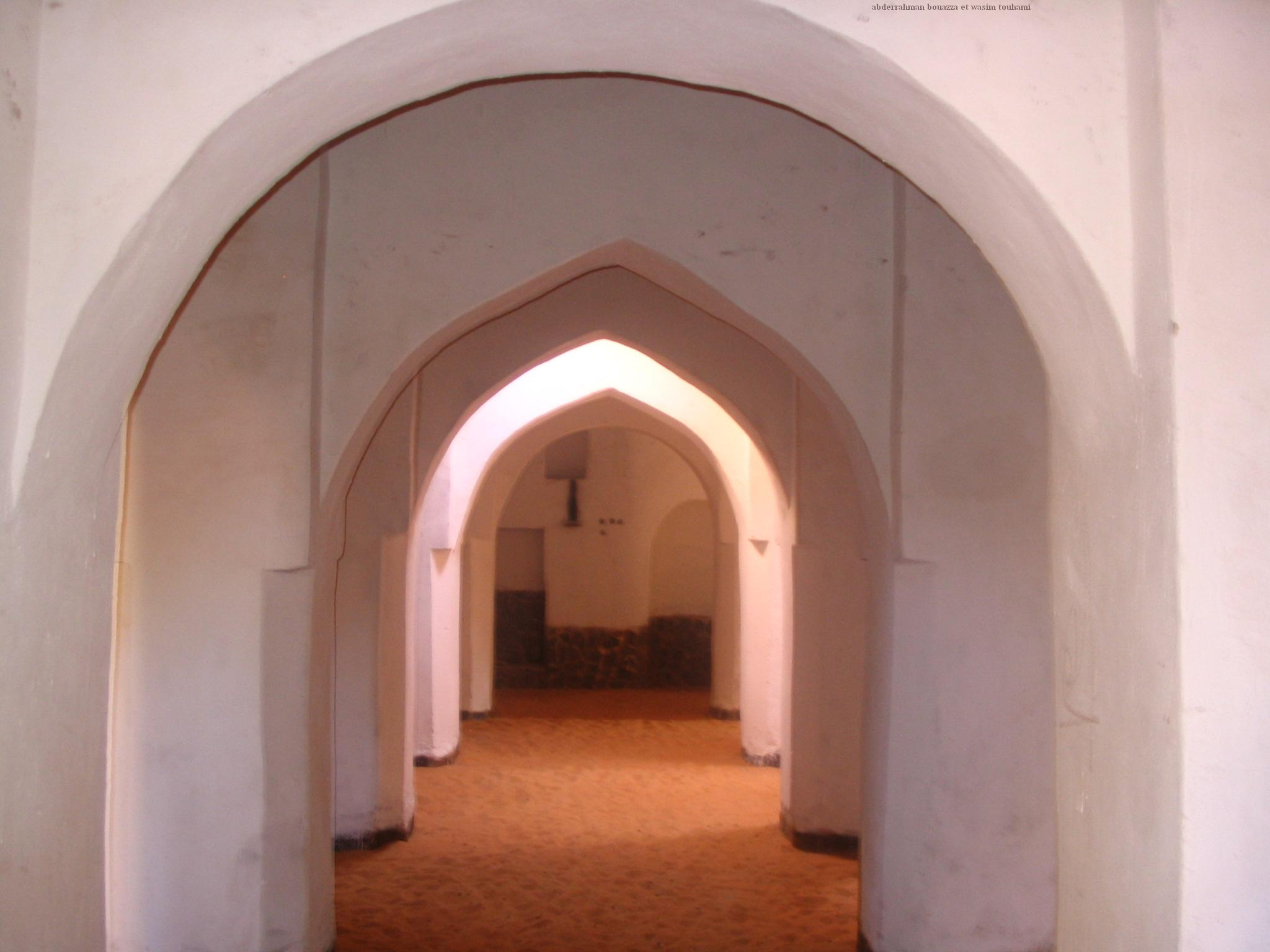
المسجد الذي اسسه الشيخ ببني عباس وبه ضريحه

أكد السيد محمد بن عبد السلام أن القصرين الموجودين بالمكان غير قادرين على حماية العبابسة فاقترح بناء قصر واحد بوسط غابة النخيل (قصر الواحة)، قوبل هذا الاقتراح بالقبول لكن ترددوا حول المكان الذي سوف يقام عليه القصر ووردت هناك روايتان الأولى تقول أن السيد محمد بن عبد السلام رمى عصاه من أعلى التل في ليلة مظلمة وبالبركة وصلت حتى وسط الواحة.وبالضبط في بستان أحد أحفاد السيد علي بن يحيى أما الرواية الثانية فتقول أن المرابط غرز عصاه في ليلة مظلمة بذل أن يرميها، وبذلك يعوض صاحب البستان بمناطق أخرى خارج الواحة، كما توكل مهمة الإمامة وتدريس القرآن للسيد محمد بن عبد السلام وذلك عام 1605 م وهنا فقط يمكن التكلم عن تأسيس بني عباس.
كان للسيد محمد بن عبد السلام ابن واحد هو الطيب وكان في زاوية من لا يخاف ولم يلحق بوالده إلا فيما بعد، تزوج السيد محمد بن عبد السلام امرأة من المنطقة وأنجب منها ثلاث أولاد هم الشيخ، البدوي والتهامي ولم يكن له عقب إلا منهم.
توفي في بني عباس ب الجزائر اواخر القرن 17 تاركا ورائه عددا كبيرا من التلاميد الذين واصلوا رسالة العلم التي بدأها، دفن بالمسجد العتيق بالقصر القديم الذي اسسه .
كتب عنه المؤرخ  عبد الله حمادي الإدريسي ترجمة موسعة في كتابه المسمى المناقب غير الخافية في المآثر السجلماسية ثم العباسية الساورية المنلايخافية.

## مواضيع ذات صلة
- المرجعية الدينية الجزائرية